# Боженцин (Груєцький повіт)
Боженцин (пол. Borzęcin) — село в Польщі, у гміні Блендув Груєцького повіту Мазовецького воєводства.
Населення — 45 осіб (2011).
У 1975-1998 роках село належало до Радомського воєводства.

## Демографія
Демографічна структура станом на 31 березня 2011 року:
|          | Загалом | Допрацездатний вік | Працездатний вік | Постпрацездатний вік |
| -------- | ------- | ------------------ | ---------------- | -------------------- |
| Чоловіки | 25      | 5                  | 17               | 3                    |
| Жінки    | 20      | 3                  | 9                | 8                    |
| Разом    | 45      | 8                  | 26               | 11                   |